# Aphis humuli
Aphis humuli är en insektsart som först beskrevs av Tseng och Tao 1938.  Aphis humuli ingår i släktet Aphis och familjen långrörsbladlöss. Inga underarter finns listade i Catalogue of Life.